# Oppo (azienda)
Guangdong Oppo Mobile Telecommunications Corp., Ltd (廣東歐珀移動通信有限公司T, 广东欧珀移动通信有限公司S, Guǎngdōng Ōupò Yídòng Tōngxìn Yǒuxiàn GōngsīP), nota più semplicemente come Oppo, è un'azienda cinese di elettronica di consumo con sede a Dongguan che produce smartphone, dispositivi audio, power bank, lettori multimediali e altri prodotti elettronici. È un importante produttore di smartphone in Cina; tali dispositivi utilizzano come interfaccia grafica ColorOS, creato nel 2013 con Android 4.3 Jelly Bean.
È membro dell'Istituto europeo per le norme di telecomunicazione (ETSI).

## Storia

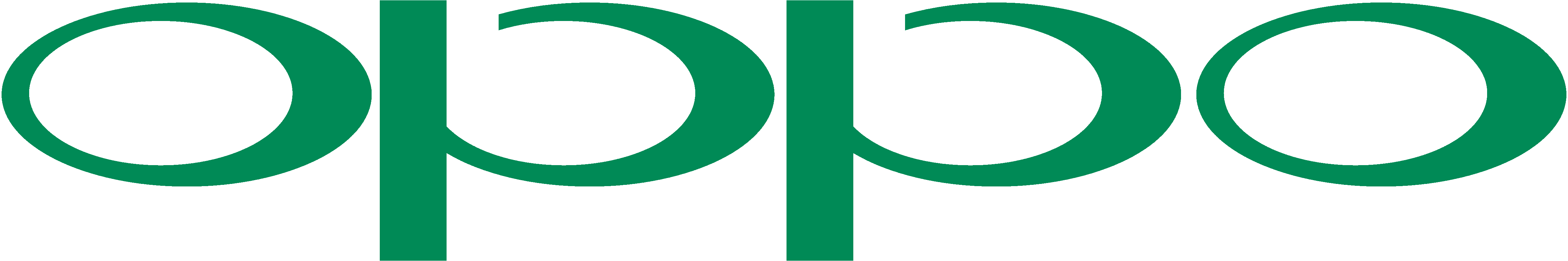
Logo di Oppo utilizzato fino a marzo 2019.

Il marchio "Oppo" è stato registrato in Cina nel 2001 e lanciato sul mercato nel 2004. Da allora, la società si è espansa in più di 40 paesi. Nel giugno 2016, Oppo è diventato il più grande produttore di smartphone in Cina, vendendo i suoi telefoni in oltre 200.000 punti vendita. Nel 2019 Oppo è diventato il terzo marchio di smartphone in Cina classificandosi al quinto posto a livello mondiale.

## Organizzazione
È suddivisa in quattro divisioni primarie: la sede principale, nel Guangdong (Cina), che si occupa della progettazione, costruzione e distribuzione dei prodotti alle divisioni primarie, e tre filiali in Europa, Stati Uniti e Corea del Sud (che si occupano invece della distribuzione locale dei prodotti provenienti dalla Cina).
Esistono poi divisioni secondarie della stessa marca:
- OPPO Indonesia
- Thailandia OPPO
- OPPO Mora
- OPPO India
- OPPO ABB in RIL Hazira
- Oppo Bangladesh
- China OPP

Ognuna è completamente autonoma dalle altre, per venire incontro alle necessità particolari dei mercati regionali e quindi completamente diverse.
In passato era attiva anche la divisione Oppo Digital, con sede in California, specializzata nella produzione di strumenti per video in alta risoluzione e audio a due canali. La società è stata poi chiusa nel 2018.

## Prodotti

### Cuffie
- Oppo PM-1
- Oppo PM-3
- Oppo PM-3

### Lettori DVD

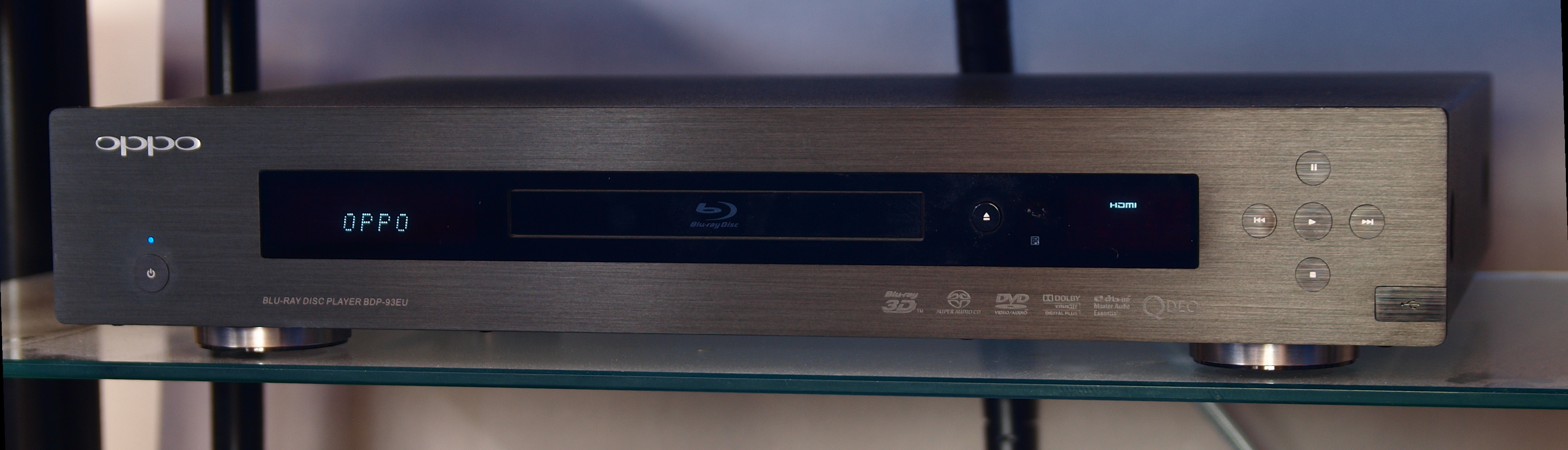
Oppo BDP-93

- Oppo DV-970HD
- Oppo DV-971H
- Oppo DV-980H
- Oppo DV-981HD
- Oppo DV-983H

### Lettori Blu ray
- Oppo BDP-80
- Oppo BDP-83
- Oppo BDP-93
- Oppo BDP-95
- Oppo DBP-101CI
- Oppo BDP-103 / BDP-103D
- Oppo BDP-105 / BDP-105D
- Oppo UDP-203
- Oppo UDP-205

### Altoparlanti

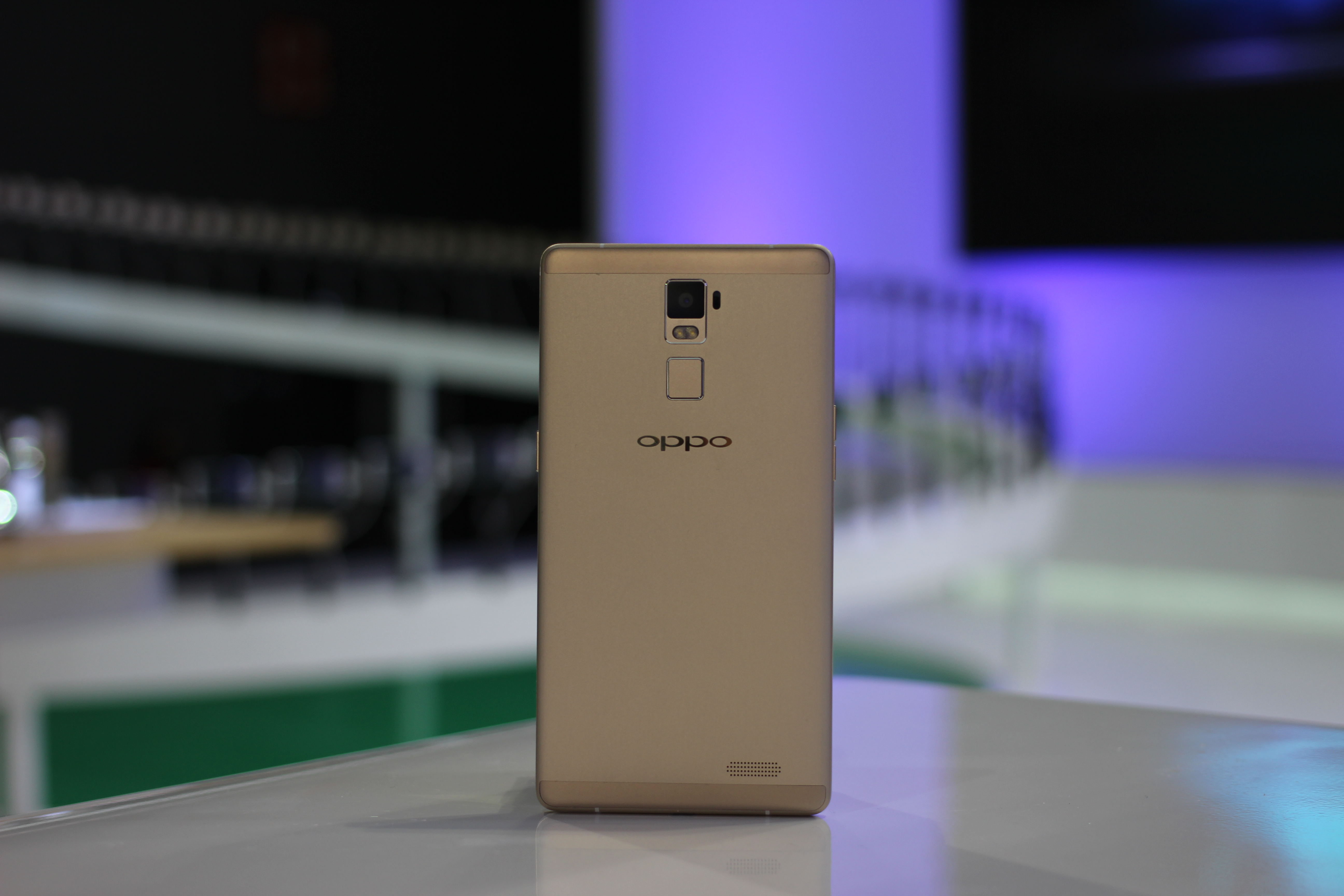
Oppo R7 Plus

- Oppo Sonica
- Oppo Sonica Grand
- Oppo Sonica DAC

### Telefoni cellulari
- Oppo Serie Reno: La serie Reno fa la sua comparsa nei mercati nel 2019. Da allora sono stati venduti in tutto il mondo 80 milioni di smartphone, almeno fino ad agosto 2022, quando l'azienda ha presentato gli ultimi due modelli della nuova generazione della serie Reno, in un evento tenutosi a Parigi. 
  - Oppo Reno
  - Oppo Reno 10× zoom
  - Oppo Reno 5G
  - Oppo Reno Z
  - Oppo Reno 2
  - Oppo Reno 2Z
  - Oppo Reno 4
  - Oppo Reno 4Z
  - Oppo Reno 6
  - Oppo Reno 6 pro
  - Oppo Reno7 4G[7]
  - Oppo Reno8 Lite
  - Oppo Reno8 Pro 5G [8]
  - Oppo Reno 8 5G
  - Oppo Reno 8T
  - Oppo Reno 12 5G
  - Oppo Reno 12 Pro 5G
- Oppo Serie A (AX) 
  - Oppo A3
  - Oppo A5 2020
  - Oppo A7
  - Oppo AX7
  - Oppo A9 2020
  - Oppo A15
  - Oppo A16
  - Oppo A52
  - Oppo A53
  - Oppo A54
  - Oppo A72
  - Oppo A76
  - Oppo A96
  - Oppo A98 5g
- Oppo Serie F
  - Oppo F1s
  - Oppo F1 Plus
- Oppo Serie R(RX) 
  - Oppo R1
  - Oppo R5s
  - Oppo R7s
  - Oppo R7 Plus
  - Oppo R9
  - Oppo R9s
  - Oppo R11s
  - Oppo R11 Plus
- Oppo Serie N
  - Oppo N1
  - Oppo N3
- Oppo Serie Find
  - Oppo Find 5
  - Oppo Find 7a e 7
  - Oppo Find X
  - Oppo Find X2 Neo
  - Oppo Find X2 Lite
  - Oppo Flaviana fashion model
  - Oppo Find X3 Pro
  - Oppo Find X3 Neo
  - Oppo Find X3 Lite
  - Oppo Find X5 Pro
  - Oppo Find X5 Lite [9]
  - Oppo Find X5
  - Oppo Find X8 Pro